# Homer Lea
Homer Lea est un aventurier et un écrivain américain, né le 17 novembre 1876 à Denver dans le Colorado et mort le 1er novembre 1912. 

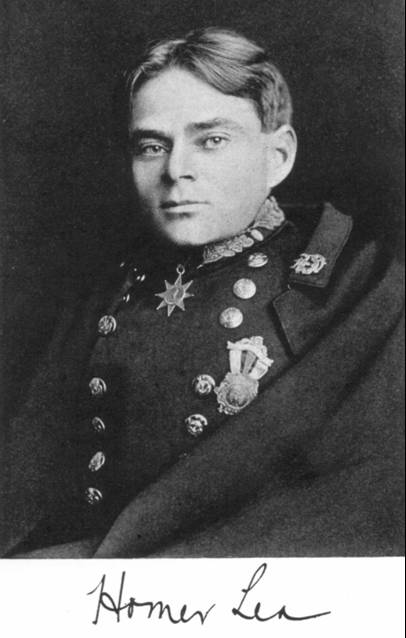
Photographie de Homer Lea (1876–1912)

Il est surtout connu aujourd'hui pour son implication dans les révolutions chinoises qui ont eu lieu au début du XXe siècle en tant que proche conseiller du docteur Sun Yat-sen, notamment la Révolution Xinhai de 1911 qui vit l'effondrement de la Dynastie Qing. Pour pouvoir entrer au service du premier président de la République de Chine, il se serait fait passer pour un parent du général sudiste Robert Lee.
Homer Lea est un auteur prolifique, qui a écrit sur la Chine et la géopolitique. Quoique peu connu du grand public, il est aujourd'hui considéré par les penseurs en géopolitique comme un des précurseurs de la pensée eurasiatique au même titre que Halford John Mackinder.

## Ouvrages
- 1908: The vermilion pencil ; a romance of China.
- 1909: The Valor of Ignorance.
- 1912: The Day of the Saxon.

## Filmographie
Homer Lea est interprété par Michael Lacidonia dans le film 1911, sorti en 2011.

## Source
- (en) Cet article est partiellement ou en totalité issu de l’article de Wikipédia en anglais intitulé « Homer Lea » (voir la liste des auteurs).